# Francesco Denanto
Pour les articles homonymes, voir Nanto.
Francesco Denanto ou Francesco de Nanto, est un graveur sur bois d’école italienne actif au début du XVIe siècle à Rome et peut-être aussi à Bologne. Francesco Denanto est la version italienne du nom du graveur, mais elle n’est pas attestée. Seule la forme latine est connue : Franciscus de Nanto. Comme le graveur se dit natif de Savoie, on peut restituer son nom véritable comme François Dunant.

## Biographie
La carrière de Francesco Denanto est difficile à établir, car le seul document d’archive le concernant est un contrat de prêt passé devant notaire à Rome en décembre 1524. Le graveur y apparaît comme un homme important, qualifié de « maître » (magister) et entouré de collaborateurs. Pour obtenir un prêt, il met en gage 50 bois gravés de son fonds, ce qui laisse entendre qu’il en détient beaucoup d’autres. Tout laisse entendre qu’il est installé à Rome depuis plusieurs années.
Signant la plupart de ses estampes, il indique parfois « Franciscvs Denanto de Sabavdia », ce qui signifie qu’il est originaire de Savoie. C’est ce que confirme le contrat romain de décembre 1524, qui le qualifie de « Franciscus de Nempto de Genevra, savoinus, stampator cartarum pictarum in urbe » (François Dunant, de Genève, savoyard, imprimeur d’images peintes dans la Ville [Rome]). Sur l’une des estampes, Le Christ apparaissant à Marie-Madeleine, la signature, plus longue, permet de comprendre que Denanto est originaire de Mieussy (Haute-Savoie).
Rien ne permet de confirmer que Francesco Denanto a fait un séjour à Venise auprès de Titien. Cette association reposait sur un malentendu, longtemps entretenu, qui attribuait au graveur un portrait de l’Arioste, gravé sur bois, d’après un dessin de Titien, et pourvu d’un large encadrement décoré, signé « F. De Nanto ». Seul l’encadrement, indépendant du portrait, est dû au graveur signataire, le portrait lui-même étant l’œuvre d’un autre, de sorte que rien ne permet d’affirmer que Denanto ait côtoyé Titien.
On ignore totalement la date et le lieu du décès de Francesco Denanto. Il pourrait avoir quitté Rome peu avant le sac de 1527.

## Œuvres

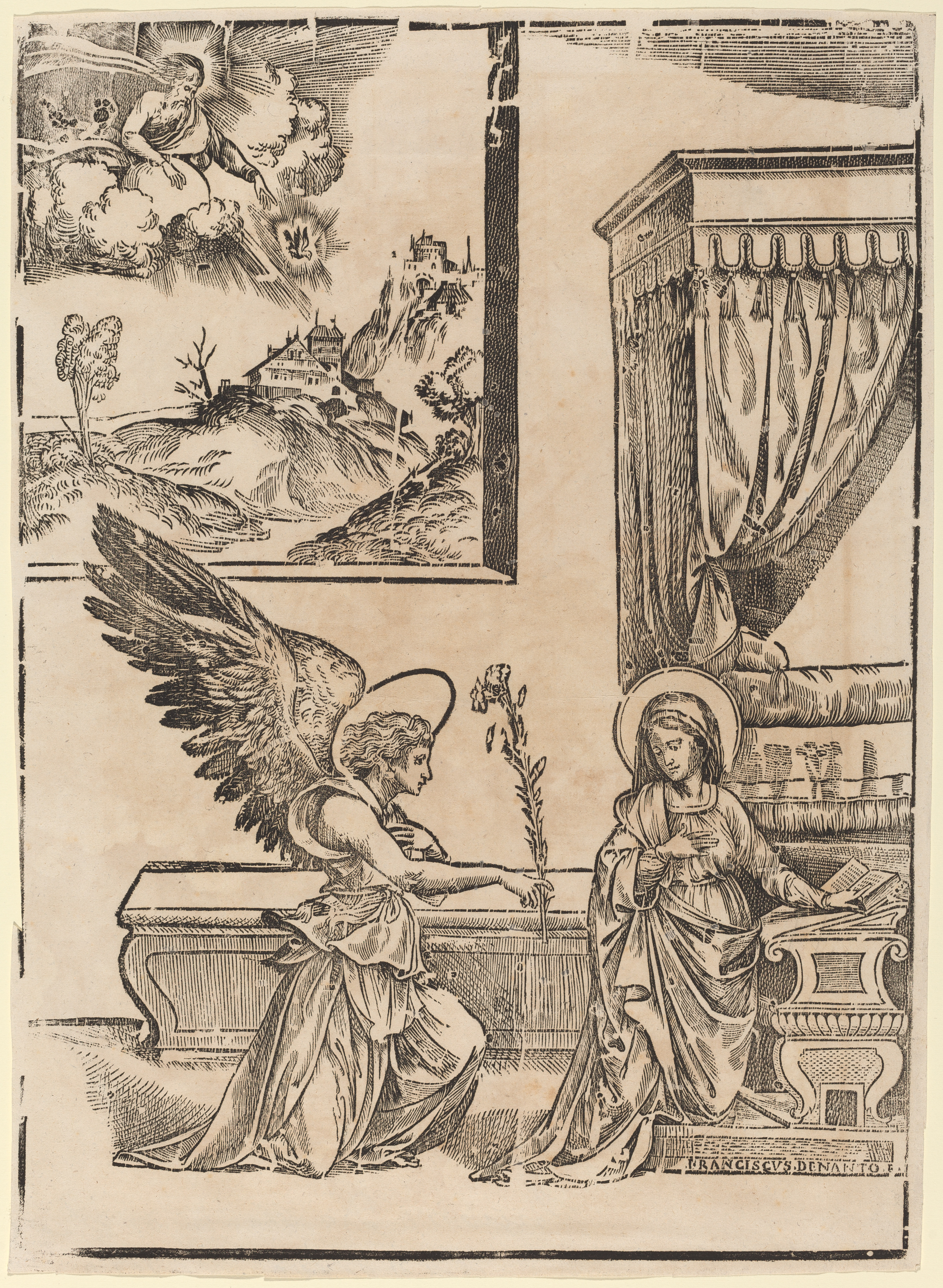
L'Annonciation, par Francesco Denanto.

On connaît de Francesco Denanto une quarantaine d’estampes, presque toutes à sujets religieux, dont 21 seulement sont aujourd’hui localisées, les autres n’étant connues qu’à travers l’ancienne collection, soigneusement inventoriée en son temps, de Fernand Colomb. Sur ces 21 estampes, dont le catalogue a été établi par Passavant, complété par Baudi de Vesme, puis par Depaulis, une majorité se trouve aujourd’hui conservée au British Museum.
Deux gravures sont signées en outre « Hieronimus Tervisivs pincscit [pinxit] », ce qui indique que Girolamo da Treviso a fourni un dessin ou une peinture. Il est probable que les deux hommes ont collaboré, peut-être à Bologne, où Girolamo a souvent travaillé. Deux autres artistes semblent avoir inspiré Francesco Denanto : Amico Aspertini et Francesco Francia (Francesco Raibolini), tous deux aussi d’école bolonaise.